# Меріон Тінслі
Меріон Тінслі (англ. Marion Tinsley; нар. 3 лютого 1927 — пом. 3 квітня 1995)  — видатний американський шашкіст, Чемпіон світу з шашок в 1955–1958 та 1975–1991 роках, доктор математики, професор.

## Біографія
Народився 3 лютого 1927 року в США.
У 1947 році вперше став чемпіоном, вигравши юніорський Чемпіонат штату Огайо.
У 1955 році став Чемпіоном світу з шашок і залишався ним до добровільного складання титуту в 1992 році. За цей час протягом майже 12 років поспіль не брав участі в Чемпіонатах світу через відсутність гідних суперників. За період з 1955 по 1992 роки програв лише 5 офіційних партій.
Маючи науковий ступінь доктора математики, викладав в Університеті Флориди.
Також був пресвітером баптистської церкви.
Мешкав у місті Таллахассі, штат Флорида. Помер 3 квітня 1995 року від раку підшлункової залози.

## Поєдинок з Chinook
Вченими з канадського Університету Альберти під керівництвом Джонатана Шеффера була створена програма Chinook, призначена для гри в російські шашки.
В 1990 році на відкритому Чемпіонаті США з шашок ця програма зайняла друге місце, поступившись лише М. Тінслі.
У серпні 1992 року в Лондоні відбувся матч за звання Чемпіону світу з шашок між М. Тінслі та Chinook. Перемогу отримав М. Тінслі з рахунком 4:2. Chinook зробила те, що не вдавалось людям майже 40 років — виграла в Тінслі дві партії, хоча й програла матч у цілому. Сам Тінслі про цей матч сказав таке:
```
             «Chinook запрограмований Джонатаном, а я запрограмований Богом»
```

В подальшому Тінслі брав активну участь у модернізації Chinook. У серпні 1994 року розпочався матч-реванш. Після шести партій Тінслі відмовився від подальшої боротьби через погане самопочуття, а у квітні 1995 року він помер.